# Adam Kurtz
Adam Kurtz (* 3. März 1929 in Adamischken (Ostpreußen); † 19. Januar 2020 in Berlin) war ein deutscher Maler, Grafiker, Metallkünstler und Bildhauer. Er lebte und arbeitete in Pudagla auf Usedom im Bundesland Mecklenburg-Vorpommern und in Berlin. In der DDR-Zeit schuf er zahlreiche Kunstwerke für den öffentlichen Raum, vor allem in Ost-Berlin.

## Leben
Adam Kurtz entstammte einer Kleinbauernfamilie. Sein Vater betrieb neben einer Landwirtschaft auch kleine Handwerkergewerbe. Adam entdeckte schon früh seine Freude am Malen und Gestalten. Noch während seines Schulbesuchs bekam er in den letzten Monaten des Zweiten Weltkriegs die Einberufung zum Volkssturm. Der Vater konnte den Jungen verstecken und rettete ihn so vor einem Fronteinsatz. Aber alle deutschen Siedler mussten den Heimatort verlassen und zogen als Flüchtlinge westwärts. Im Örtchen Grabenmühle (Sachsen-Anhalt) fanden sie Unterkunft und wurden dort bald sesshaft. Hier konnte Adam Kurtz die Grundschule beenden und trug danach als Plakatmaler für Kinos oder kleine Läden zum Lebensunterhalt der Familie bei. Die Eltern unterstützten Adams Wunsch nach einer künstlerischen Laufbahn ihres Sohns. Dieser holte zunächst sein Abitur an der ABF in Halle nach. Danach bewarb er sich um einen Studienplatz an einer Kunsthochschule, unter anderem in Hamburg und Berlin. In der Kunsthochschule Berlin-Weißensee wurde er aufgenommen und begann hier die Ausbildung zum Kunstmaler und Grafiker. Nach der erfolgreichen Beendigung des Studiums übernahm Kurtz einen Lehrauftrag an derselben Einrichtung. Nach wenigen Jahren, in denen er auch erste Aufträge zur Gestaltung öffentlicher Einrichtungen erhielt und ausführte, machte sich Adam Kurtz im Jahr 1965 mit einem eigenen Atelier selbstständig. Die Staatsaufträge sicherten seinen Lebensunterhalt; eine seiner ersten Auftragsarbeiten war 1964 die Gestaltung eines großflächigen Wandbildes für eine Kinderkrippe in Berlin-Weißensee.
Im Jahr 1957 heiratete Adam Kurtz und gründete eine Familie. Das Paar bekam drei Kinder. In den 1980er Jahren konnte die Familie in ein neu gebautes kommunales Wohnhaus am Bersarinplatz in Berlin-Friedrichshain ziehen, wo es zur Wohneinheit auch ein großes Atelier gab. Bis 1990 folgten stetige Auftragsarbeiten, unter anderem entwarf und fertigte Kurtz die kupfernen Ziffern für die Weltzeituhr auf dem Berliner Alexanderplatz, viele Wandbilder, auch Schmuckbrunnen (siehe hier).
Für alle Gestaltungen setzte Kurtz seine kompletten Fähigkeiten in der Metallgestaltung, Bildhauerei, Malerei oder Mosaikarbeiten ein. Außerdem entwickelte er auch eigene Gestaltungstechniken, wie neuartige Glasmosaike: Aus einem tschechoslowakischen Glasbetrieb erwarb er farbige Glasreste, die er mittels eines neuartigen Glasschmelzverfahrens umformte und mit Hilfe von Epoxidharzkleber zu Mosaiken zusammenfügte (1965). Nach diesem Verfahren entstanden auch Wandlampen, die gut verkauft werden konnten.
Kurtz war bis 1990 Mitglied des Verbands Bildender Künstler der DDR.
Nach der Wende konnte Adam Kurtz die neue Miete für Atelier und Wohnung in Friedrichshain nicht mehr aufbringen und zog deshalb nach Pudagla. Dort besaß er schon längere Zeit ein Sommerhaus, das nun ausgebaut und mit einem Atelier versehen wurde. Das Fachwerkhaus auf Usedom diente ihm seitdem als Sommerwohnsitz und Arbeitsplatz. Kurtz wandte sich nun verstärkt der Landschaftsmalerei zu. Seine Bilder konnte er als Dauerexposition im Golf-Hotel Balmer See ausstellen, was ihm neue Kundschaft bescherte.
Mit seiner Künstlerwerkstatt Am Glauben beteiligte sich Adam Kurtz regelmäßig an den Veranstaltungen „Offenes Atelier“ und stieß dabei auf großes Interesse.

## Fotografische Darstellung Kurtz
- Hans Pölkow: Adam Kurtz in seiner Wohnung (1960?)[5]

## Werke (Auswahl)

### Plastiken

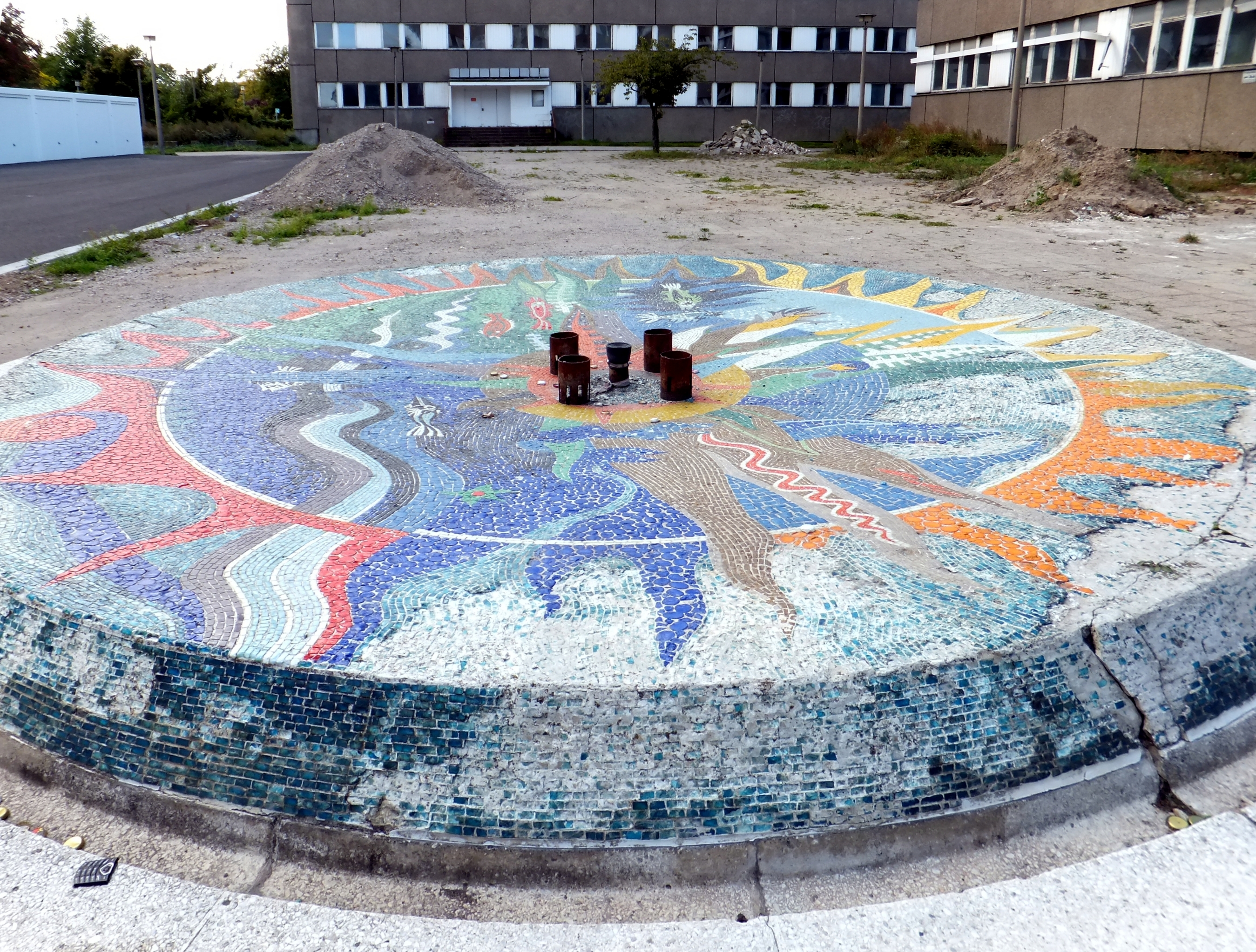
Ansicht des Mosaikbrunnens im Jahr 2012

- 1973: Mosaikbrunnen in Berlin-Lichtenberg, Siegfriedstraße 74 
 Ein kleinteiliges rundes Mosaikbild mit Fischen, Seesternen, Wasserwellen, Sonne und Mond befand sich in einer vier Meter breiten flachen Kunststeinschale. Vier Fontänen im Zentrum des Beckens beregneten das Mosaik von oben. Das Kunstwerk mit einem Außendurchmesser von fünf Metern und einer Höhe von zirka einem halben Meter auf einem schmaleren Ständer schien zu schweben. Es stand innerhalb eines Areals, das als Bauarbeiterhotel nach Plänen des Architektenkollektivs G. Boy, H. E. Bogatzky und weiteren Mitarbeitern errichtet worden war. Die mehrere Gebäude umfassende Anlage mit einem Flachbau als Gaststätte umschloss einen Hof, der für Tanz- und Filmveranstaltungen vorgesehen war. In seiner Mitte wurde der Brunnen nach Entwürfen von Adam Kurtz aufgestellt.[6] 
Seit den beginnenden 1990er Jahren war der Springbrunnen trockengelegt, das Mosaik bröckelte, die Wasseranlage war defekt. Er wurde um 2011 zusammen mit den umgebenden Gebäuden und der Fläche an eine Heimbetreibergesellschaft verkauft, sein Schicksal war ungewiss.[7] Die Reste waren im Jahr 2018 am Standort erhalten, im Frühjahr 2020 befand sich an der Stelle nur noch ein Schutthaufen, in dem einige bunte Mosaiksteinchen zu erkennen waren. Die ehemalige Brunnenfläche war mit einem kleinen Bauzaun umgeben. Seit 2021 ist alles verschwunden.

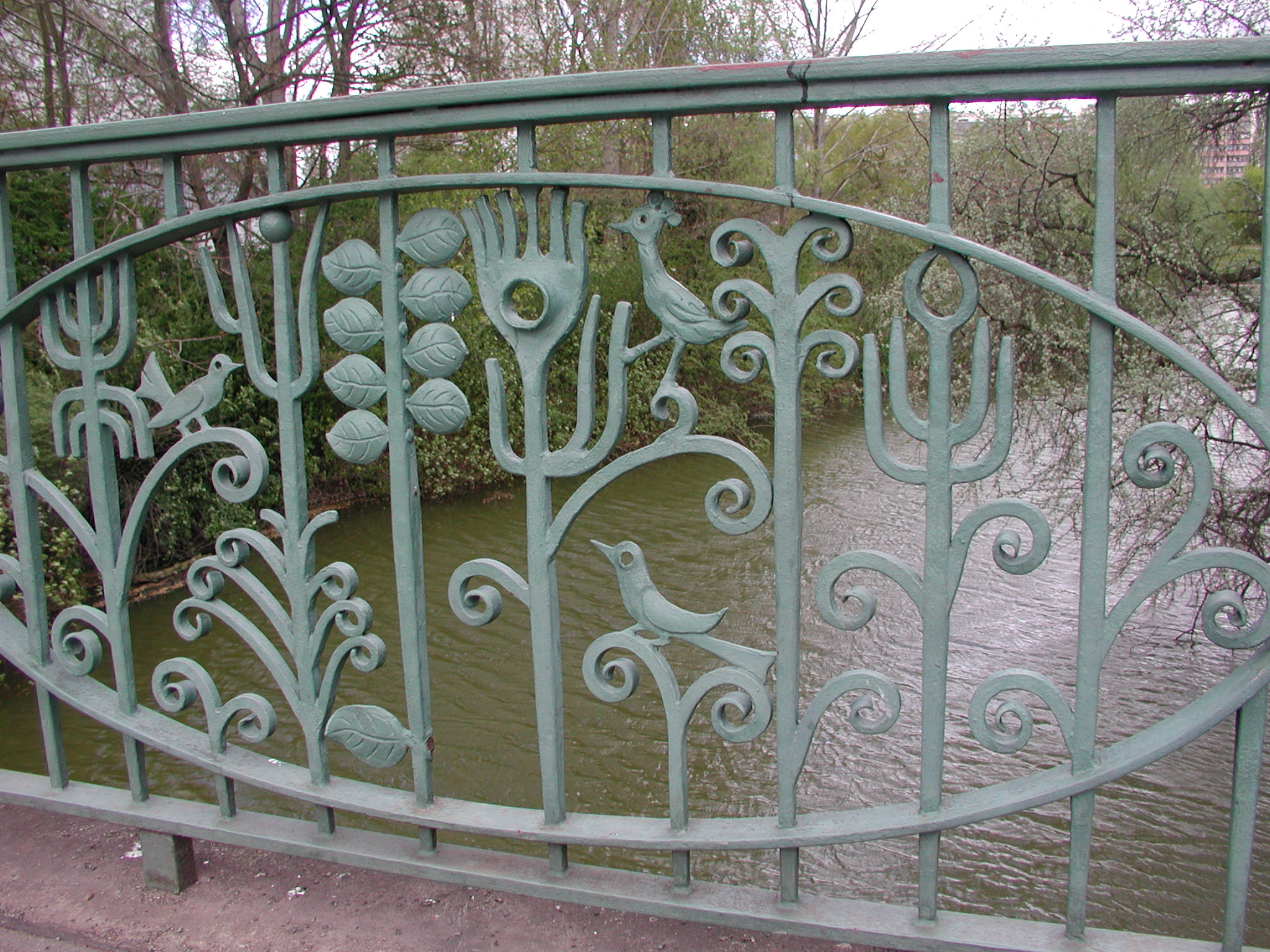
Brückengeländer im Jahr 2007: noch ohne Liebesschlösser

- 1982: Brückengeländer an der Fennpfuhlbrücke, Schmuckgeländer an zwei Uferbereichen des Fennpfuhls und um die Villa
 Pflanzen- und Vogelornamente schmücken in ganzer Länge beiderseits das Geländer der Brücke. Außerdem kehren einzelne Motive an zwei Absperrzäunen am Langpfuhl und am Fennpfuhl wieder. Die handwerkliche Ausführung der Entwürfe erfolgte in der Kunstschmiede Weißensee.

### Wandbilder, Glas- und Emaillekunst (Auswahl)
- 1965: Wandgestaltung der Gartenfassade Tierpark, Mosaik[8]
- 1967: Herbstlicher Garten; Wandgestaltung im Speisesaal eines Feierabendheims im heutigen Sewan-Viertel in Berlin; Email auf Kupfer, 300 × 300 cm[9]
- 1969/70: Dekorative Wandgestaltung im Foyer des Hotels Stadt Berlin in Berlin-Mitte, Alexanderplatz (seit den 1990er Jahren Hotel Park Inn); Steg-Emaille, Größe 275 × 620 cm[10]

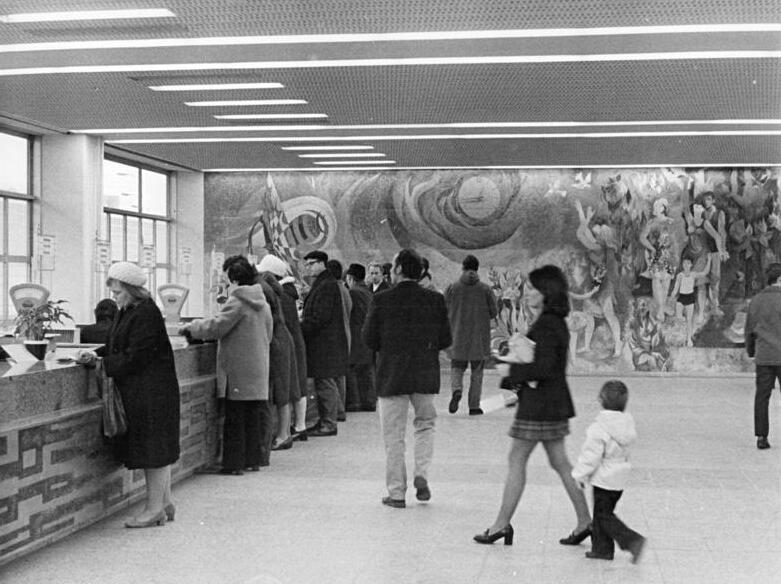
Wandbild in der Schalterhalle Rathausstraße Berlin

- 1971: Wandbild Arbeit und Freizeit (Emaille) in der Schalterhalle der Post, Rathauspassagen Berlin-Mitte, mit dem Umbau der Posteinrichtung nach 1990 beseitigt[11] (siehe Bild)
- 1975–1977: Foyerbild (Emaillearbeit) im früheren Hotel Metropol (nach der Wende Maritim pro Arte), Mittelstraße/Ecke Friedrichstraße 150–153[12]
- 1976: Großflächige Wandplastik Mensch, Natur, Gesundheit (Kupferätzung), in einem Gebäude des Klinikums Buch, Hobrechtsfelder Chaussee 100; nicht erhalten[13]
- 1987: Welt von morgen, Fassadenbild in Silikatmalerei an der Schule Golliner Straße 2 (Berlin-Marzahn); in der damaligen Zeit 44. Polytechnische Oberschule (seit dem Jahr 2000 Kerschensteiner Integrierte Sekundar- und Abendschule, zusammengefasst aus den Hauptschulen Karl-Ferdinand-Braun-Oberschule und Felix-Wankel-Oberschule). 
Bildgröße 12 m breit, 18,80 m hoch, unterbrochen durch eine senkrechte Fensterreihe. Symbolische abstrahierte Darstellungen aus Technik, Wirtschaft und Natur, die sich in und über einem in Naturgröße dargestellten Baum erstrecken. An der rechten oberen Ecke des Giebels sind die Köpfe von einem Mädchen und einem Jungen zu sehen, die aus einem aufgemalten Fenster herausschauen. Der Künstler richtete die Aufmerksamkeit der Schüler damit auf die künftigen beruflichen Möglichkeiten.[14] 
Bis zur baulichen Sanierung war das Gemälde an der Giebelseite sichtbar, danach verschwand es unter den Dämmmatten.

### Grafiken, Gemälde (Auswahl)
- 1959: Nach einem Besuch in der Berliner Fabrik Bergmann-Borsig fertigte Kurtz die Federstrichzeichnung Blick auf die Rohrbiegehalle.[15]
- 1961: typische Dorflandschaft mit Teich, Bäumen und flachen Bauten; Öl auf Leinwand, 90 × 70 cm;
Geschenk des Künstlers an den Berliner Rechtsanwalt Dr. Wilhelm Stark[16]
- 1974: Unter dem Eindruck der chilenischen Revolution malte er das Ölbild Wir werden siegen (Venceremos); 158 × 200 cm[17][18]
- 1979: Straße, Öl auf Leinwand, 98 × 120 cm; im Kunstarchiv Beeskow [Inventar-Nr. 14452][19]
- 1983–1986: Mot.-Schützen; Öl auf Hartfaser, 138 × 161 cm; im Kunstarchiv Beeskow [Inventar-Nr. 1091]. 
Mit diesem Bild beteiligte sich Adam Kurtz unter anderem an der neuen Ausgestaltung der Jugendhochschule ‚Wilhelm Pieck‘ am Bogensee.[20]
- 1984: Der Friede muss bewaffnet sein; drei Tafelbilder im Militärpolitischen Kabinett, Murtzaner Ring, Berlin-Marzahn für die Innenraumgestaltung, in erdbraunen Farben mit Szenen aus der NVA, der Sowjetarmee und einem Militärstillleben gemalt.[14] Die Bilder sind nicht mehr erhalten (Stand 2010).
- 1989: Eilmarsch; Öl auf Hartfaser, 126 × 140 cm; im Kunstarchiv Beeskow [Inventar-Nr. 14390]
- Nach 1990 malte Adam Kurtz einige Jahre nur wenige Bilder, die unter dem Eindruck der starken politischen Veränderungen und persönlicher Erlebnisse in düsteren Farben ausfielen, auch die Themenwahl zeigte eine starke Niedergeschlagenheit.

Erst ab dem 21. Jahrhundert entstanden vermehrt kleinformatige neue Landschaftsbilder, vor allem mit Ostsee- und Inselmotiven.

## Ausstellungen (unvollständig)
- 1974: Berlin, Zentrales Haus der Deutsch-Sowjetischen Freundschaft („Bildende Kunst im Zeichen des sozialistischen Internationalismus und der antiimperialistischen Solidarität“)
- 1975 und 1989: Berlin, Bezirkskunstausstellungen